# Hôtel Bordier
L'Hôtel Bordier est un hôtel particulier du XXe siècle situé 88 rue du Mail, dans la ville d'Angers, en Maine-et-Loire.